# IdZ
IdZ (нем. Infanterist der Zukunft) — немецкий комплекс индивидуальной экипировки военнослужащего, созданный по программе «пехотинец будущего». Текущая модификация этой программы/комплекса носит наименование IdZ-ES (IdZ Erweitertes System). IdZ-ES полностью интегрирован и совместим с системами боевого управления и коммуникации БМП «Пума» и Boxer.

## История создания
Программа IdZ была начата в 1996 году почти сразу же после создания аналогичной программы в США. Первые прототипы испытывали во время войны в Югославии, однако они показали низкую эффективность и финансирование программы было сокращено. Разработка продолжилась после ввода подразделений Бундесвера в составе коалиционных сил в Афганистан в 2002 году. В 2006 году Бундесвер заключил контракт стоимостью 34,4 млн долларов США с Rheinmetall Defence Electronics (Бремен) на разработку прототипа комплекта второго поколения IdZ-ES и поставку первых 20 единиц к маю 2007 года для дальнейших испытаний в Афганистане.
IdZ-ES включает новый планшетный компьютер IC4U (command control communications computer) компании Rheinmetall Defence, обеспечивающий межсетевое подключение к системам командования, боевого управления и связи сухопутных войск Германии. В состав улучшенного комплекса также входит комплект датчиков управления огнём, обнаружения мин; новый защитный шлем и система отслеживания состояния военнослужащего. Концепция IdZ-ES предусматривает несколько вариантов комплектации, в частности: легкий, базовый в минимальной и максимальной конфигурациях, командирский и др. К примеру, по одной из версий  базовый вариант в максимальной конфигурации предусматривает опцию подключения двух аккумуляторных батарей (для 48 часов работы), наличие модуля управления мини-БПЛА, соединение хаба по интерфейсу USB 2.0 с нашлемной системой дополненной реальности типа ARC4 (США) и очками ночного видения.

## IdZ Erweitertes System
IdZ-ES состоит приблизительно из 20 компонентов оснащения сгруппированных по трём основным областям:
- Одежда, средства защиты и разгрузочная система;
- Вооружение, оптика и оптроника;
- Системы командования, управления, связи, вычислительной техники и сбора информации (C4I).

Бронежилет предшествующего поколения заменён на тканевый бронежилет SK1 со встроенной системой вентиляции, обеспечивает защиту от пистолетных пуль калибра до 9 мм. Модульная конструкция базового жилета позволяет повысить уровень защиты до класса 4 установкой жестких противопульных вставок.
В состав системы входит защитный шлем Fast Ballistic Helmet компании Ops-Core (США). Масса шлема 1328 г в размерах M, L. Возможность установки разнообразного навесного оборудования, например ламп и очков ночного видения. При равной стойкости со шлемом предыдущего образца масса нового шлема на 20 процентов меньше. С помощью шлемного дисплея каждый военнослужащий способен одним глазом видеть позиции всех бойцов отделения.